# Bonningues-lès-Ardres
Bonningues-lès-Ardres (niederländisch Boninge) ist eine französische Gemeinde mit 620 Einwohnern (Stand: 1. Januar 2022) im Département Pas-de-Calais in der Region Hauts-de-France. Sie gehört zum Arrondissement Saint-Omer und zum Kanton Lumbres.

## Geographie
Die Gemeinde Bonningues-lès-Ardres liegt an der oberen Hem im Regionalen Naturpark Caps et Marais d’Opale, etwa 22 Kilometer südsüdöstlich von Calais und 30 Kilometer östlich von Cap Gris-Nez. Umgeben wird Bonningues-lès-Ardres von den Nachbargemeinden Clerques im Nordwesten und NWesten, Tournehem-sur-la-Hem im Nordosten und Osten, Quercamps im Südosten und Süden, Journy im Südwesten sowie Audrehem im Südwesten und Westen.

## Ortsname
Die Endung „-ingues“ entspricht der deutschen Endung auf „-ing“ und verweist damit auf eine frühere germanische Besiedlung.

## Bevölkerungsentwicklung
| Jahr                       | 1962 | 1968 | 1975 | 1982 | 1990 | 1999 | 2006 | 2014 | 2022 |
| Einwohner                  | 439  | 451  | 401  | 457  | 443  | 509  | 597  | 672  | 620  |
| Quellen: Cassini und INSEE |      |      |      |      |      |      |      |      |      |

## Sehenswürdigkeiten
- Kirche Saint-Léger aus dem 16. Jahrhundert
- Ruine einer Wassermühle

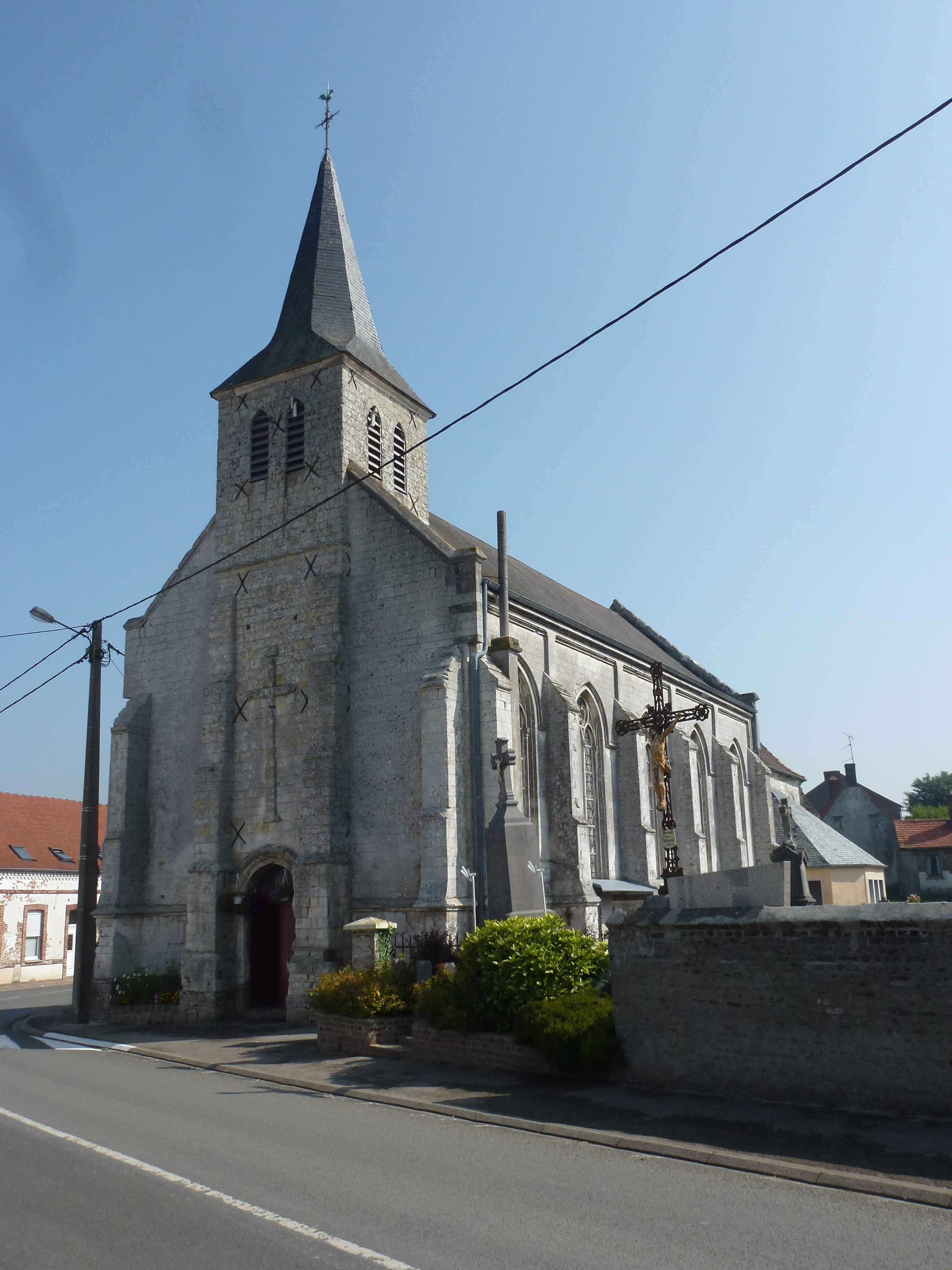
Kirche Saint-Léger
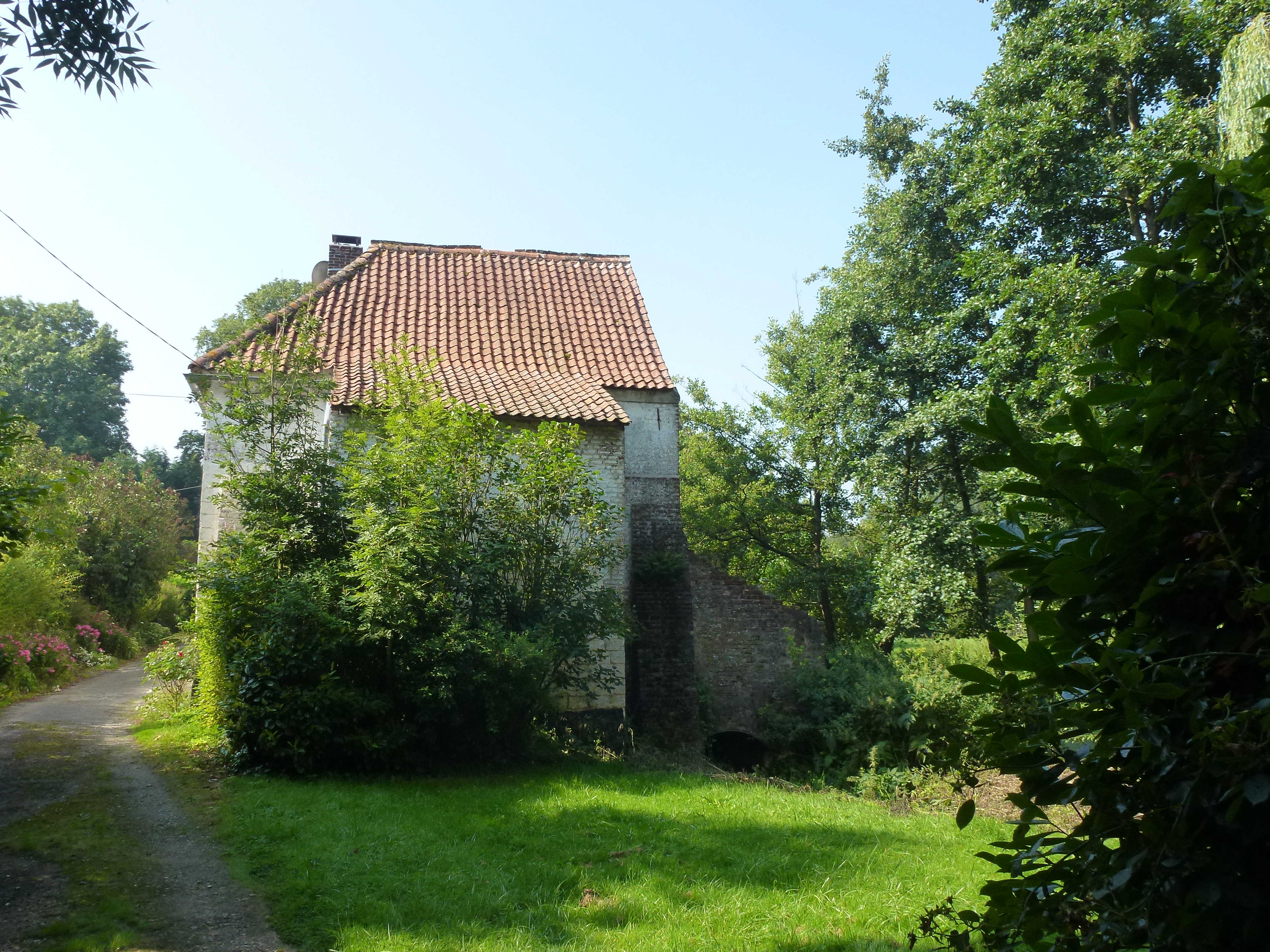
Alte Wassermühle